# Victor Appleton
 (février 2024).
Si vous disposez d'ouvrages ou d'articles de référence ou si vous connaissez des sites web de qualité traitant du thème abordé ici, merci de compléter l'article en donnant les références utiles à sa vérifiabilité et en les liant à la section « Notes et références ».
Victor Appleton est un pseudonyme collectif créé par la société Stratemeyer Syndicate pour les auteurs de la série américaine de littérature de jeunesse Tom Swift (1910-2007).

## Auteurs répertoriés
- Howard Roger Garis
- John W. Duffield
- W. Bert Foster
- Debra Doyle
- James D. Macdonald
- F. Gwynplaine MacIntyre
- Robert E. Vardeman
- Thomas M. Mitchell